# Abbazia di Santa Maria di Acquaformosa
Santa Maria di Acquaformosa è un'abbazia cistercense, nota anche col nome di Santa Maria di San Leucio, situata presso l'omonima località di Acquaformosa, in Calabria.

## Storia

### Origine
La data di fondazione dell'abbazia è ancora oggetto di discussione. L'opinione seguita maggiormente dagli studiosi è che l'abbazia di Acquaformosa sia stata fondata nel 1195 da una comunità di Cistercensi dell'abbazia di Santa Maria della Sambucina sotto il governo dell'abate Luca Campano, lo stesso che nel 1203 fu eletto arcivescovo di Cosenza.

### Sviluppo
L'abbazia di Acquaformosa raggiunse in breve tempo un certo prestigio. Nel 1204 il papa Innocenzo III affiancò l'abate di Acquaformosa all'abate di Santa Maria di Corazzo e al Vescovo di Martirano per un contratto di permuta tra l'arcivescovo di Cosenza e l'abate dell'abbazia di San Giovanni in Fiore. L'abbazia di Acquaformosa divenne infatti in breve tempo molto ricca soprattutto grazie alle generose donazioni da parte di Federico II il quale nel 1206 donò all'abate di Acquaformosa, già donata da Federico II all'Abbazia, l'Isola di Dino, e Corazzo, presso Praia a Mare, Scalea, il Mercurion e le rendite per lo sfruttamento di una miniera di sale nei pressi di Lungro (Salina di Lungro).

### Declino
Il declino dell'abbazia di Acquaformosa iniziò già nel XIV secolo. Sotto il regno di Giuseppe Bonaparte, con il decreto 13 febbraio 1807 il monastero di Acquaformosa fu definitivamente soppresso, come peraltro numerosi altri monasteri e conventi del Regno di Napoli.